# Démocrates populaires
Les Démocrates populaires (en italien Democratici Popolari, DP) furent un parti politique valdôtain d'orientation régionaliste et chrétien-sociale, actif en Vallée d'Aoste entre 1972 et 1984.

## Histoire
Ce parti apparut en Vallée d'Aoste en 1970, à la suite d'une scission de l'aile gauche (7 conseillers régionaux sur 13) de la DCI régionale. Ses membres dirigeants incluaient César Dujany, Maurizio Martin et Angelo Pollicini. Dujany fut ensuite président de la Vallée d'Aoste dans un gouvernement de coalition avec le Rassemblement valdôtain, le PSI et le PSDI. Il s'imposa aux élections régionales de 1973 avec 8 sièges et 22,4 % des voix, devenant ainsi le groupe le plus nombreux du Conseil de la Vallée. Dujany gouverna en coalition avec l'Union valdôtaine progressiste et le PSI, mais il démissionna en 1974 et l'Union valdôtaine revint au gouvernement.
Aux élections régionales de 1978, ce parti a vu sa représentation réduite de moitié, puisqu'il n'obtint que 11,8 % des voix et 4 sièges. Aux élections législatives italiennes de 1979, il se présenta en coalition avec l'Union valdôtaine, de façon que Dujany obtint le siège de député, qu'il conserva jusqu'en 1996. Aux élections régionales de 1983, il forma une alliance avec l'Union valdôtaine progressiste, la Fédération UVP-DP, qui obtint 10,4 % des voix et 4 élus. En 1984, les deux partis s'unifièrent définitivement pour former les Autonomistes démocrates progressistes, qui confluèrent en 1996 dans la Fédération autonomiste.

## Sources
- (ca) Cet article est partiellement ou en totalité issu de l’article de Wikipédia en catalan intitulé « Demòcrates Populars » (voir la liste des auteurs).